# 東江本地話
東江本地話，又稱水源話或蛇話，民間通稱本地話，是廣東省東江流域中上游地區一系列內部頗为一致的方言點的统称，主要分布於惠州市和河源市，少數分佈於韶關市的新豐縣，處於客家話的包圍之中。東江本地話在語言分類歸屬上一直存在爭議，現在學術界一般將其歸為客家話的一種次方言。

## 歸屬
東江本地話的歸屬一直存在爭議，學界主要分為歸客和歸粵兩個派別，其中前者的支持者較多。在粵東自稱本地話的幾種方言，都屬於客家話-粵語或客家話-閩南語混合，區別僅僅在於客的成分多還是粵、閩的成分多；「這種混沌性既是嶺南底層語言與早期中原漢語相互接觸滲透的結果，也是宋元以來客、粵、閩幾種漢語方言雜處一地相互競爭影響的結果。」
1987年黃雪貞撰文比較惠州本地話、梅縣客家話與廣州粵語後指出惠州本地話屬於客家話。同年劉叔新在中國語言學會第四屆年會上提出與之相反的觀點，即惠州本地話屬於粵語，並認為河源的本地話與惠州的本地話性質相同，可以合稱“粵語惠河系”。1987年出版的《中國語言地圖集》將惠州境內的本地話歸於客家話惠州片，而把河源境內的本地話歸於客家話粤中片。1990年周日健在《新豐方言志》中將新豐縣的水源話歸於客家話，並指出其與惠州本地話性質相同。1991年劉若雲在《惠州方言志》中再次將惠州本地話歸於客家話。之後提出本地話屬客的還有傅雨賢，劉鎮發，溫昌衍，項夢冰等人。2007年劉叔新出版了《東江中上游土語群研究》，通過對16個本地話方言點的調查與比較，再次指出惠州和河源的本地話，與新豐縣的水源話屬於“粵語惠河系”。次年侯小英在其博士論文中詳細描寫了6個本地話方言點，提出与劉叔新針鋒相對的觀點。之后莊初升對廣東境內的客家話進行界定，分為“老客家話”與“新客家話”兩種，而本地話係一種“老客家話”。2012年出版的《中國語言地圖集（第2版）》則將第1版的惠州片與粵中片取消，前者歸於粵臺片梅惠小片，後者歸於粵臺片龍華小片。

## 名稱與分佈
本地話得名於其使用者的自稱“本地人”，這些東江流域中上游沿岸平原及河谷的居民大多都以“本地人”自居。本地話在惠州也被稱為惠州話或占米話，在河源被稱為蛇話或蛇聲，在韶關的新豐縣被稱為水源話或蛇聲，學術界一般稱其為東江本地話。
东江话包含惠河话，水源音、畲话、水口话、芦洲话、汝湖话、横沥话、马安本地话、平潭本地话，秋长话，永湖话，良井话，矮陂话，芦岚本地话，陈江畲仔话，沥林畲仔话，潼侨畲仔话，潼湖畲仔话，镇隆蛇话，博罗话，罗阳话，龙溪话，龙华话，公庄话，杨村话，观音阁话，平陵话，路溪东江话，蓝田东江话，地派本地话，天堂山本地话，惠东粘米话，惠东本地话，河源话，源城话，龙川话，老隆话，佗城话，林寨话，东水话，隆街水源音，忠信话东江，东水话，三寨东江话，公白东江话，东源话，河东蓝口话，河西灯塔话，锡场水源音、古竹畲声，临江畲声、柏埔畲声、新丰水源话，马头水源音，鹅埠话，深圳粘米话。
惠州话，指现今惠州桥西（古称惠州府城，亦称鹅城或鹅岭镇）、桥东（古称归善县城，亦称东平或鹤峰镇）及其近郊原居民所讲的本地方言（俗称本地话），发音相对接近惠城桥东与桥西的主要分布位置是：惠州城区、水口、汝湖、横沥、芦洲、马安、陈江、沥林、潼侨、平潭、秋长、镇隆、梁化、大岭、黄埠、铁涌、罗阳、公庄、观音阁、河源市区、河源东源县、河源龙川县城、深圳龙岗、深圳坪山。
水源音主要分布在韶关新丰及邻近的河源市，贺州、赣州等地的“河源声”也是水源音，梅州市丰顺县也有类似水源音语音及词汇的方言存在。而惠州没有水源音这一说法，习惯称惠州话、惠城话，与河源的水源音有不小的差异。
本地話分佈於12個縣級行政區內，同時亦被客家話包圍。所有本地話都有一個共同點，即都位於東江幹流或支流近旁，在東江中游分布較密集，上游較稀疏。這些本地話方言點各有自己的特點，雖然相互不同程度地接近，卻都容易區辨開，不易相混同。本地話內部不易分片，但劉叔新和侯小英都認為本地話可粗略細分為中游與上游兩個小片。本地話分佈區域如下：
- 惠州市的惠州话。

- 惠城區的惠城话、水口镇的水口话、汝湖镇的汝湖话、马安镇的马安话、横沥镇的横沥话、矮陂片区的矮陂话、芦洲镇的芦洲话、原芦岚镇的芦岚话、仲恺高新区的仲恺蛇话包括沥林镇的沥林话、陈江街道的陈江话、潼侨镇的潼侨话、潼湖镇的潼湖话。
- 惠阳區的平潭鎮的平潭话和鎮隆鎮的镇隆话两镇多数村庄，秋长街道的秋长话、永湖镇的永湖话、良井镇的良井话等鎮的村莊。
- 博羅縣的羅陽街道的博罗话（罗阳话）、龍溪街道的龙溪话、龍華鎮的龙华话、横河镇的横河话、湖镇镇的湖镇话、泰美镇的泰美话、平安镇的平安话、楊村鎮的杨村话、杨侨镇的杨侨话、石坝镇的石坝话、公庄鎮的公庄话和觀音閣鎮的观音阁话。龙华镇、园洲镇等镇的部分村落分布有河源话。园洲镇、石湾镇两镇大部，长宁镇和龙溪镇（接近东莞塘厦、桥头方言）个别地区，福田镇小部和杨侨镇部分农场分队的称为蛇话，是东江话和白话的混合体。可分为4种：石湾话接近东莞话，分布在石湾圩镇；铁场话（梅村）分布在石湾镇的部分村落；八坊话分布在园洲镇的部分村落；福田话接近增城话，分布在福田镇的部分村落。
- 龍門縣的龙城街道的龙门话（土白话底层东江话，也叫蛇话）、蓝田镇的蓝田话、平陵街道的平陵话、龍江鎮（舊路溪鎮的區域）的路溪话、地派镇的地派话、天堂山的天堂山话。
- 惠東縣的平山街道的惠东话（平山话）、多祝鎮的多祝话，鐵涌鎮、吉隆鎮、平海鎮、稔山鎮四镇使用惠东占米话，大嶺街道、巽寮镇、梁化镇、黄埠鎮、黄埠鎮盐洲管理区、多祝鎮增光社区、白花镇等镇的村庄也使用占米话。

- 汕尾市

- 海豐縣的梅陇镇南山村委、深汕合作区的鹅埠镇、赤石镇、鲘门镇、小漠镇的鹅埠粘米话（深汕粘米话）。

- 深圳市

- 坪山区的坪地街道、坑梓街道、葵涌街道等多地的坪山粘米话。

- 韶關市

- 新豐縣的丰城街道南部水源話，馬頭鎮的马头话，石角村的石角话，大席社区的大席话和梅坑鎮的東部。
- 仁化县的河源话主要分布在董塘镇的红星、五四、星光、东升等村，是建新丰江水电站从河源市迁移到仁化定居的。

- 河源市的河源话（河源音）。

- 源城區的源城话，上城街道、新江街道、源西街道、高埔岗街道、埔前镇、源南镇主要讲水源音（源城话）。
- 江东新区的江东话。
- 東源縣的东源话，又分为河西口音和河东口音，河西是指位于东江以西的区域，包括灯塔镇的灯塔话、船塘镇东北部的船塘话、仙塘镇的仙塘话、顺天镇的顺天话、锡场镇的锡场话、蓝口镇的蓝口话以及上莞镇东北部、曾田镇、柳城镇、骆湖镇北部偏东、漳溪乡、双江镇、涧头镇西北部等镇属于本地话口音。新回龙镇、新港镇、顺天镇、锡场镇西部、半江镇西北部等地的口音接近新丰县水源话。河东是指位于东江以东的区域，包括康禾镇的康禾话以及义合镇、黄田镇、黄田镇久社社区、叶潭镇等镇口音受客家梅州五华话和紫金话影响较大。锡场镇治溪村有一种民间隐语双音话，又称贼佬话，以河源本地话为基础，用一组双音节来表示一个单音节。
- 龍川縣的老隆鎮（县城）的老隆话、佗城鎮的佗城话、四都鎮的四都话以及鶴市鎮、義都鎮、通衢鎮、豐稔鎮、附城鎮、黄布鎮、黄石鎮、龙母鎮、黎咀鎮、车田鎮等鎮的村莊，因受到龙川新派客家话口音的影响，口音上与河源本地话相比有明显的差异。佗城镇胜利村的两种不同土语用于村落两頭。
- 紫金縣西北部靠近河源市区的紫金畲声，臨江鎮的临江话、古竹鎮的古竹话、柏埔鎮的柏埔话、義容鎮的义容话、下青溪村的青溪话和黃塘鎮的黄塘话五個鎮的多数村庄。黄塘镇的碏石、锦口、庙前及临江镇的前进、联新、桂林、梧峰等村及柏埔镇部分村落口音接近源城区本地话,其他口音的受粤语影响比较大。
- 連平縣的忠信鎮的忠信话、隆街鎮的隆街话以及油溪鎮、三角鎮、大湖鎮、繡緞鎮、高莞鎮、田源鎮、溪山鎮、上坪镇、陂头鎮等鎮的村莊。其中田源镇的西南部、隆街镇、溪山镇南部的口音接近新丰水源话，忠信镇、油溪镇、三角镇、大湖镇、绣缎镇、高莞镇等镇口音接近源城本地话。
- 和平縣的東水镇的东水话和林寨鎮的林寨话以及林寨鎮、彭寨鎮和古寨鎮的三寨话、公白鎮的公白话、礼士鎮、阳明鎮、合水鎮、青州鎮、优胜鎮、贝墩鎮、下车鎮、长塘鎮等鎮的村莊，这些镇由于在地理上靠近东源河西，口音与河西口音接近。

- 清远市同时分布着惠州声、河源声、龙川声。

- 连州市的保安镇的北岭、岭嘴、良塘、黄村，星子镇的清江、西联的惠州声，九陂镇的新塘基、樟木墩村的河源声，九陂镇田澄村的龙川声。
- 连南縣的寨岗镇的阳爱村的河源声。
- 阳山縣的黎埠镇的界滩、洞冠、民合等的惠州声以及其它村落的河源声、龙川声。
- 英德市的浛洸镇的鱼水村的惠州声。

- 其它省区分布有一些水源音。

- 广西贺州市平桂区望高镇，黄田镇、沙田镇、鹅塘镇、八步区八步街道、城东街道、仁义镇、信都镇、莲塘镇、钟山县两安乡（立头乡）等镇的村落分布有河源声。
- 广西贵港市港南区桥圩镇分布有少量河源声。
- 江西省赣州市南康区潭口镇（蓉江新区）一带的河源声。
- 广东梅州市丰顺县潘田镇的潘田声类似水源音的方言。在丰顺县境内径门镇（现大龙华镇）、茶背镇、（现𨻧隍镇）、仙洞镇（现丰良镇）、东联镇、留隍镇等乡镇的部分村有方言接近潘田声。在粤东山区的大埔县枫朗镇、光德镇两地的部分乡村和陆河县螺溪镇有与潘田声相近的方音。据考证，这几个有着与潘田方言相近方音的地方，当地先民都是从博罗县、东莞县一带迁来。
- 四川内江市威远县新店镇石坪村（原石坪乡）来自河源、龙川的广东腔，方言岛已呈消亡状态。

## 語音
| 布 [p] | 步 [pʰ] | 門 [m] | 火 [f] | 話 [v] |
| 肚 [t] | 兔 [tʰ] | 難 [n] | 蘇 [ɬ] | 路 [l] |
| 家 [k] | 溪 [kʰ] | 我 [ŋ] | 河 [h] |        |
| 精 [ʦ] | 在 [ʦʰ] |        | 蘇 [s] |        |
| 竹 [ʧ] | 蟲 [ʧʰ] |        | 蛇 [ʃ] | 夜 [j] |

|      | 陰平 | 陽平 | 上聲 | 陰去       | 陽去       | 陰入 | 陽入 |
| ---- | ---- | ---- | ---- | ---------- | ---------- | ---- | ---- |
| 惠城 | 44   | 11   | 35   | 13         | 31         | 5    | 2    |
| 博羅 | 33   | 53   | 35   | 21         | 21         | 5    | 2    |
| 源城 | 44   | 53   | 55   | 11         | 11         | 5    | 1    |
| 紫金 | 44   | 31   | 35   | 23         | 52         | 5    | 3    |
| 連平 | 44   | 35   | 13   | 41         | 41         | 35   | 3    |
| 龍川 | 33   | 53   | 35   | 31         | 31         | 35   | 3    |
| 和平 | 33   | 45   | 13   | 歸入陰陽平 | 歸入陰陽平 | 45   | 3    |
| 新豐 | 22   | 45   | 13   | 31         | 31         | 5    | 2    |

### 歷時比較
通過歷時比較，可以得出本地話具有如下特點：
- 中古漢語的非敷奉母字[註 1]声母讀唇齒音[f][v]，微母字[註 2]声母都為[m][1]。
- 中古漢語全浊塞音與全浊塞擦音聲母不分平仄，都讀送氣清塞音與塞擦音声母[註 3][1]。
- 中古漢語流摄的一三等各地本地話都具有區別，如狗一≠九三[10]。
- 中古漢語蟹、咸、山三摄的一二等还保留區別，如蟹攝的該一≠街二。但效攝一二等已經混同，如高一≠交二[10]。
- 中古漢語臻攝合口的魂韻字與山攝一等字的白讀混同，如惠城與源城等地的盆臻=盤山，孫臻=酸山[1]。
- 中古漢語濁去字歸併到陰平（但惠城例外），如树濁去=书，洞濁去=通，此特征極少見於本地話之外[10]。

## 詞彙

### 与粤客語的詞彙比較
以惠州惠城本地話為例，其同時與粵語及客語共享大量詞彙，關係密切。
|      | 惠州本地 | 廣州粵語 | 梅州客語 | 類型   |      | 惠州本地 | 廣州粵語 | 梅州客語 | 類型   |      | 惠州本地 | 廣州粵語 | 梅州客語 | 類型   |
| ---- | -------- | -------- | -------- | ------ | ---- | -------- | -------- | -------- | ------ | ---- | -------- | -------- | -------- | ------ |
| 太陽 | 日頭     | 日頭     | 日頭     | 三者同 | 中午 | 晏晝     | 晏晝     | 晝邊     | 惠同粵 | 黑   | 烏       | 黑       | 烏       | 惠同客 |
| 月亮 | 月光     | 月光     | 月光     | 三者同 | 舌頭 | 脷       | 脷       | 舌嫲     | 惠同粵 | 窄   | 狹       | 窄       | 狹       | 惠同客 |
| 剛才 | 頭先     | 頭先     | 頭先     | 三者同 | 睡覺 | 瞓覺     | 瞓覺     | 睡目     | 惠同粵 | 弟弟 | 老弟     | 細佬     | 老弟     | 惠同客 |
| 是   | 係       | 係       | 係       | 三者同 | 給   | 畀       | 畀       | 分       | 惠同粵 | 祖父 | 阿公     | 阿爺     | 阿公     | 惠同客 |

一些晚近時代才從廣州話借入惠城本地話的詞語並不符合惠城本地話的字音演變規律。
如“老窦”的“窦”，廣州讀如不送氣音聲母開頭，惠城本地話按演變規律應為送氣音聲母開頭，但是實際上惠城本地話沒有送氣音的讀法。

### 特徵詞
本地話有一批內部比較一致，而少見或不見於其他漢語方言的特徵詞。
|      | 惠城 | 博羅 | 源城 | 連平 | 龍川 | 和平 | 備註                                              |
| ---- | ---- | ---- | ---- | ---- | ---- | ---- | ------------------------------------------------- |
| 肚子 | 肚胈 | 肚胈 | 肚胈 | 肚胈 | 肚胈 | 肚胈 | 《集韻》：胈，白肉也。肚胈亦見於興寧一地客語。    |
| 宰殺 | 捋   | 捋   | 捋   | 捋   | 捋   | 捋   | 由宰殺禽類時候的順毛動作引申為宰殺家禽牲畜。      |
| 踩   | 蹃   | 蹃   | 蹃   | 蹃   | 蹃   | 蹃   | 《廣韻》：蹃，踐也。側重於無意的踩踏動作。        |
| 抬頭 | 仰   | 仰   | 仰   | 仰   | 仰   | 仰   | 《廣韻》：仰，偃仰也。                            |
| 忘記 | 忘記 | 漏記 | 漏記 | 忘記 | 漏記 | 漏記 | 本地話的創新說法。                                |
| 害怕 | 惶   | 惶   | 惶   | 惶   | 惶   | 惶   | 《廣韻》：惶，懼也。                              |
| 舅舅 | 舅爺 | 大舅 | 舅爺 | 阿舅 | 舅爺 | 舅爺 | 亦常見於吳語的方言。                              |
| 我   | 我   | 我   | 我   | 我   | 我   | 我   | 本地話“我”音[ŋɔi]陰去，此外僅見於少數粵語的方言。 |

### 引用
1. 1 2 3 4 5 6  侯小英（2017）
2. 1 2  潘家懿、林倫倫（2011），粵東惠河片閩南語的分佈及其地理環境特徵，《臺灣語文研究》第6卷第2期,2011, p.16-17
3. ↑  潘家懿、鄭守治. 粵東閩南語的分布及方言片的劃分. 《臺灣語文研究》第5卷第1期, 2010年. 頁146.
4. 1 2  黄雪贞（1987）
5. 1 2  周日健（1990）
6. 1 2  刘若雲（1991）
7. 1 2 3 4 5  劉叔新（2007）
8. 1 2 3 4 5 6 7 8 9  侯小英（2008）
9. ↑  庄初升（2008）
10. 1 2 3 4 5 6 7  严修鸿（2009）
11. 1 2  张文科（2005）